# Madeleine Scerri
Madeleine Scerri (* 1989) ist eine maltesisch-australische Schwimmerin, die für Malta startet.
Ihr größter Erfolg waren drei Bronzemedaillen in den Schwimmwettbewerben bei den Spielen der kleinen Staaten Europas 2007 in Monaco. Sie belegte über 100 und 200 Meter Rücken sowie mit der Lagenstaffel den dritten Platz. Sie gehörte zum maltesischen Kader für die Olympischen Sommerspiele 2008 in Peking, wo Scerri über die 100 Meter Freistil startete.
Scerri lebt in Bentleigh, Victoria.